# San Juan Teposcolula
San Juan Teposcolula est une ville et une municipalité située dans l'État d'Oaxaca, Mexique, mais elle est plus connue sous le nom de Tesposcolula.

## La ville
Située à 2 300 mètres d'altitude, Teposcolula fait partie de la région d'Oaxaca. Il y a longtemps, on a connu la ville sous le nom de San Juan Itnuyana. La ville actuelle fut fondée en 1561. Les activités économiques principales enregistrées sont la production de mezcal.